# St. John (Dakota del Nord)
St. John és una població dels Estats Units a l'estat de Dakota del Nord. Segons el cens del 2000 tenia 358 habitants.

## Demografia
Segons el cens del 2000, St. John tenia 358 habitants, 142 habitatges, i 91 famílies. La densitat de població era de 476,6 hab./km².
Dels 142 habitatges en un 36,6% hi vivien nens de menys de 18 anys, en un 37,3% hi vivien parelles casades, en un 21,8% dones solteres, i en un 35,9% no eren unitats familiars. En el 33,1% dels habitatges hi vivien persones soles el 10,6% de les quals corresponia a persones de 65 anys o més que vivien soles. El nombre mitjà de persones vivint en cada habitatge era de 2,52 i el nombre mitjà de persones que vivien en cada família era de 3,18.
Per edats la població es repartia de la següent manera: un 31,6% tenia menys de 18 anys, un 9,8% entre 18 i 24, un 25,7% entre 25 i 44, un 20,9% de 45 a 60 i un 12% 65 anys o més.
L'edat mediana era de 33 anys. Per cada 100 dones de 18 o més anys hi havia 85,6 homes.
La renda mediana per habitatge era de 26.250 $ i la renda mediana per família de 40.208 $. Els homes tenien una renda mediana de 25.714 $ mentre que les dones 17.188 $. La renda per capita de la població era de 12.294 $. Entorn del 15,6% de les famílies i el 16,2% de la població estaven per davall del llindar de pobresa.

## Poblacions més properes
El següent diagrama mostra les poblacions més properes.